# 2022 у Тернопільській області
| Роки в Тернопільській області: ← · 2000 · 2001 · 2002 · 2003 · 2004 · 2005 · 2006 · 2007 · 2008 · 2009 · 2010 · 2011 · 2012 · 2013 · 2014 · 2015 · 2016 · 2017 · 2018 · 2019 · 2020 · 2021 · 2022 · 2023 · 2024 · 2025 Див. також: XIX століття · XX століття |

2022 рік у Тернопільській області:
- Рік Ярослава Стецька[1].
- Рік Соломії Крушельницької[2].
- Рік Української повстанської армії[3].

## Міста-ювіляри
- 500 років від часу заснування міста Чорткова (1522).

## Річниці

### Річниці заснування, утворення
- 14 жовтня — 80 років від часу створення Української повстанської армії (УПА) (1942).
- 18 жовтня — 350 років від часу підписання Бучацького мирного договору (1672).
- 130 років від часу заснування народної капели «Боян» (1892).

### Річниці від дня народження
- 3 січня — 100 років від дня народження українського історика, журналіста, громадського діяча Василя Вериги (1922—2008).
- 19 січня — 110 років від дня народження українського політичного та державного діяча Ярослава Стецька (1912—1986).
- 26 січня — 100 років від дня народження української письменниці, художниці, громадської діячки Тетяни Федорів (1922—1989).
- 1 лютого — 120 років від дня народження української поетеси, малярки, скульпторки, писанкарки Оксани Лятуринської (1902—1970).
- 17 лютого — 130 років від дня народження українського патріарха Української греко-католицької церкви Йосифа Сліпого (1892—1984).
- 25 лютого — 60 років від дня народження української співачки, народної артистки України Наталії Лемішки (нар. 1962).
- 24 березня — 75 років від дня народження українського поета, журналіста Євгена Безкоровайного (1947—2015).
- 30 березня — 100 років від дня народження українського поета, діяча ОУН та УПА Мирослава Кушніра (1922—1944).
- 14 квітня — 100 років від дня народження українського історіографа української медицини Павла Пундія (1922—2015).
- 18 квітня — 125 років від дня народження українського актора, режисера, педагога Мар'яна Крушельницького (1897—1963).
- 19 квітня — 75 років від дня народження українського педагога, фольклориста, народознавця, режисера Михайла Миколайовича Крищука (нар. 1947).
- 8 червня — 175 років від дня народження українського педагога, історика, публіциста, редактора, видавця, громадсько-політичного діяча Олександра Барвінського (1847—1926).
- 19 червня — 75 років від дня народження українського письменника, ученого-економіста, громадського діяча, заслуженого діяча науки і техніки України Богдана Андрушківа (нар. 1947).
- 5 липня — 100 років від дня народження українського актора, автора п'єс, народного артиста УРСР Петра Ластівки (1922—2018).
- 13 липня — 60 років від дня народження художнього керівника Тернопільського академічного обласного театру актора і ляльки, заслуженого діяча мистецтв України Івана Васильовича Шелепа (нар. 1962).
- 2 серпня — 70 років від дня народження українського письменника, журналіста, редактора, краєзнавця, заслуженого діяча мистецтв України Богдана Івановича Мельничука (нар. 1952).
- 18 серпня — 75 років від дня народження українського поета, журналіста, кіносценариста Ярослава Сачка (1947—2007).
- 19 серпня — 70 років від дня народження української поетки, педагога, журналістки, громадсько-культурної діячки Марії Чумарної (нар. 1952).
- 27 серпня — 70 років від дня народження українська театрознавця, заслуженого діяча мистецтв України Михайла Форгеля (1952—2006).
- 21 вересня — 75 років від дня народження української поетеси, педагога Любові Гонтарук (нар. 1947).
- 23 вересня — 150 років від дня народження української народної співачки, педагога, заслуженого діяча мистецтв України Соломії Амвросіївни Крушельницької (1872—1952).
- 29 вересня — 150 років від дня народження українського фольклориста, педагога, перекладача Осипа Роздольського (1872—1945).
- 7 жовтня — 100 років від дня народження українського співака в Канаді Йосипа Гошуляка (1922—2015).
- 11 жовтня — 60 років від дня народження українського військовика Тараса Протасевича (1962—1986).
- 30 жовтня — 140 років від дня народження українського живописця, графіка Михайла Львовича Бойчука (1882—1937).
- 4 листопада — 150 років від дня народження українського письменника, літературознавця, перекладача, педагога, громадського діяча Богдана Лепкого (1872—1941).
- 25 листопада — 75 років від дня народження диригента, композитора, заслуженого діяча мистецтв України Леоніда Олександровича Міллера (1947—2017).
- 31 грудня — 150 років від дня народження українського ученого-математика Володимира Левицького (1872—1956).

## Події
- Служба автомобільних доріг у Тернопільській області відмовиться від поточних середніх ремонтів[4].
- 13 квітня — у Чорткові демонтовано радянський танк, що на вулиці Копичинецькій[5].

## Особи

### Померли
- 24 лютого — Віталій Скакун — український військовик, сапер, учасник російсько-української війни (Херсонщина)[6].
- 26 лютого — Андрій Місяць — український лікар, організатор охорони здоров'я, громадський активіст, учасник російсько-української війни (Сумщина)[7].
- 2 березня — Олександр Корпан — український військовий, учасник російсько-української війни (Хмельниччина)[8].
- 3 березня — Роман Стецюк — український футболіст, військовик, учасник російсько-української війни (Луганщина)[9].
- 4 березня — Василь Конет — український військовик, учасник російсько-української війни[10].
- 6 березня
  - Петро Батьківський — український військовик, учасник російсько-української війни[11].
  - Роман Гах — український військовик, учасник російсько-української війни (Луганщина)[12].
  - Віктор Дудар — український журналіст, військовик, учасник російсько-української війни (Миколаївщина)[13].
- 7 березня — Іван Волочій — український військовик, учасник російсько-української війни (Харківщина)[14].
- 11 березня — Олександр Питель — український військовик, учасник російсько-української війни[15].